# Hazael
Hazael, o Cazael o Azael (... – circa 800 a.C.), è stato un potente re arameo del regno di Damasco, del quale si ha testimonianza nella Bibbia per essere stato uno dei responsabili della scomparsa del regno d'Israele.
Citato nel Libro dei Re 19, 15 dove si narra che il profeta Elia fu invitato dal Signore a portarsi nel regno di Aram per ungere Hazael come nuovo re di Damasco. A quel tempo Hazael era un alto ufficiale al servizio del sovrano Ben-Hadad II, il quale era all'apice della sua potenza. Alcuni anni dopo, sempre secondo la Bibbia, quando sotto il regno di Ioram re di Giuda, Ben Hadad II si ammalò gravemente, inviò Hazael con ricchi doni per conferire con il profeta Eliseo e chiedere a costui se fosse mai guarito, Eliseo scoppiò a piangere e profetizzò all'alto ufficiale che non solo il suo re sarebbe morto, ma che egli stesso sarebbe diventato re di Damasco, e che avrebbe arrecato grandi mali al regno di Giuda e d'Israele (2Re, 8,15). Fu così che secondo il racconto biblico Hazael fece ritorno a Damasco e soffocò il suo re con un cuscino, prendendone il trono.
L'ascesa al potere di Hazael ed i suoi 37 anni di regno, come profetizzato da Eliseo, ebbe conseguenze disastrose sia per il regno di Giuda che per quello d'Israele. Il re di Giuda Ioram, in alleanza con suo nipote, Acazia re d'Israele, unirono i loro eserciti per muovere battaglia contro Hazael ma vennero sconfitti nella battaglia di Ramoth di Galaad dove Ioram venne ferito gravemente e costretto a fuggire (2Re 8, 28). Dopo che Jehu usurpò il trono d'Israele dopo aver assassinato Ioram, subì anch'egli gli assalti di Hazael di Damasco, e perse gran parte del suo territorio dal Giordano verso oriente come dice la Bibbia. Egli s'impossessò anche del territorio di Bashan e di Galaad a lungo contesi tra Damasco e Israele (2 Re 8, 32-33). Oltre a questi successi contro Israele, Hazael di Damasco conquistò parte del territorio della Palestina, conquistando l'importante città di Gat che rase al suolo, e mise sotto assedio il regno di Giuda, costringendo il suo re, Ioas, a sottomettersi e a pagare un imponente riscatto per porre fine all'assedio di Gerusalemme, attingendo ai tesori del palazzo reale e del tempio (2 Re, 12, 17-18).
La potenza di questo sovrano siriano è sottolineata nella sua capacità di arrestare il tentativo di invasione del suo regno da parte del re assiro Salmanassar III, il quale, pur proclamandosi vincitore in ben due battaglie, nell'842 a.C. e nell'839 a.C., non fu mai in grado di conquistare la capitale damascena. Fu quindi anche grazie all'abilità di questo sovrano siriaco se l'impero assiro non riuscì mai a raggiungere le coste del Mediterraneo.
Hazael morì intorno all'800 a.C. e gli succedette suo figlio Ben-Hadad III. 
Riguardo alle testimonianze archeologiche delle campagne di Hazael, sono da annoverare i ritrovamenti nel sito archeologico di Tell Zeitah, una località situata nella Shephelah d'Israele, i cui reperti suggeriscono che la comunità che viveva nell'insediamento subirono un pesante assedio durante il IX secolo a.C. 
Tuttavia la testimonianza archeologica più importante è sicuramente la Stele di Tel Dan, la quale contiene un'iscrizione in aramaico che commemora le vittorie militari sul popolo d'Israele, commissionata probabilmente dallo stesso Hazael di Damasco.